# 精靈與索倫之戰爭
在托爾金的奇幻小說裡，精靈與索倫之戰爭（War of the Elves and Sauron）是第二紀元的一次重大戰役。是役有時被稱為入侵伊利雅德。至尊魔戒（One Ring）的鑄造引發了這場戰爭。

## 力量之戒
第二紀元初期，索倫意圖染指中土大陸，於是他化身為「贈禮之主」安納塔，欺騙伊瑞詹的精靈珠寶冶金匠，打造了力量之戒（Rings of Power）。而他也暗自鑄造至尊魔戒以控制力量之戒。
索倫於第二紀元1600年時完成至尊魔戒。當索倫戴上至尊魔戒後，凱勒布理鵬知道精靈已被背叛，開始準備對抗黑暗魔君的勢力。
索倫脅迫凱勒布理鵬將所有力量之戒交給他，這些力量之戒都是依照索倫旳計劃制造出來的（除了精靈三戒（Three Rings））然而凱勒布理鵬拒絕交出戒指。於是在第二紀元1693年，戰爭爆發，凱勒布理鵬在凱蘭崔爾（Galadriel）的建議下，分別將精靈三戒交給吉爾加拉德（Gil-galad）及凱蘭崔爾保管。

## 戰爭
第二紀元1695年，索倫的大軍越過卡蘭納宏（Calenardhon，即日後的洛汗Rohan），入侵了伊利雅德（Eriador）。
索倫入侵的消息傳到林頓的吉爾加拉德處，吉爾加拉德派遣愛隆（Elrond）前往伊瑞詹，但因太遠無法及時抵達。他亦向努曼諾爾的塔爾-明那斯特求援，塔爾-明那斯特應援，但援軍延遲抵達。
索倫的前鋒部隊被凱勒鵬（Celeborn）擊敗，後者得以與愛隆軍隊會合，但索倫還是抵達了伊瑞詹。索倫的軍勢強盛，愛隆與凱勒鵬無法進入伊瑞詹。第二紀元1697年，凱勒布理鵬嘗試據守伊瑞詹的奧斯特恩艾特希爾（Ost-in-Edhil），他站在珠寶大廳（the House of the Mírdain）前迎擊索倫，但被擊敗，並且生擒。索倫拷問凱勒布理鵬，凱勒布理鵬透露出人類九戒及矮人七戒的下落，但他沒有說任何有關精靈三戒的事情，索倫終殺死凱勒布理鵬。索倫在伊瑞詹獲得人類九戒。至於矮人七戒是凱勒布理鵬還是索倫分配給矮人，就不能確認。
愛隆會合凱勒鵬及伊瑞詹的殘軍，他們幾乎被索倫的大軍殲滅，但索倫的後軍就被摩瑞亞都靈四世及羅斯洛立安的部隊突襲。
索倫站穩陣腳，擊敗了矮人，矮人逃回摩瑞亞，緊閉大門。自此，索倫對摩瑞亞抱有很深的怨恨，命令半獸人經常擾襲摩瑞亞。愛隆逃往北方，建立伊姆拉崔（Imladris）。
第二紀元1699年，整個伊利雅德陷入索倫的控制中。伊姆拉崔被圍攻，林頓也被孤立。
翌年，塔爾-明那斯特派遣的努曼諾爾大軍抵達林頓的塔巴德（Tharbad）。此時，索倫開始入侵林頓，吉爾加拉德及瑟丹死守米斯龍德（Mithlond），努曼諾爾大軍的到達逆轉了形勢，大敗索倫軍隊。索倫大軍在巴蘭督因河（Baranduin）再遭重創，索倫只好撤退。努曼諾爾的主將調遣軍隊至隆得戴爾（Lond Daer），趕至塔巴德，追擊索倫的後軍，索倫在關絲洛河大敗，索倫逃回魔多（Mordor）。圍攻伊姆拉崔的部隊也被擊潰。第二紀元1701年，戰事結束，伊瑞詹被毀滅，伊利雅德也受到嚴重打擊。

## 結果
當戰爭爆發時，索倫的力量處於巔峰，但並非軍事上的力量。精靈依然有足夠的力量抵抗索倫，加上努曼諾爾的協助，得以擊敗索倫，迫使索倫撤出伊利雅德。索倫需要一段長時間才可恢復他的戰力，他放棄了伊利雅德。是役是索倫唯一一次可稱霸中土大陸大部分地區。
在戰事接近結束時，關絲洛河流域上的伊寧威治（Enedwaith）及敏西力亞斯（Minhiriath）已被完全摧毀。努曼諾爾人大量砍伐當地的樹木，引起當地居民的不滿。索倫聯合一些部落，焚毀樹木及努曼諾爾的儲木場。努曼諾爾人粗暴地掠奪林木資料，沒有進行保護及重新栽種。
一千五百年後，索倫得以實現復仇，他腐化努曼諾爾皇帝亞爾-法拉松（Ar-Pharazôn），終導致努曼諾爾陸沉。倖存者逃到中土大陸，並建立亞爾諾（Arnor）及剛鐸（Gondor）。此時，吉爾加拉德的影響力已擴展至迷霧山脈（Misty Mountains）以東的巨綠森（Greenwood the Great）。索倫希望擊倒敵人，但他卻低估了精靈的力量，索倫進攻剛鐸，但被精靈及人類最後同盟（Last Alliance of Elves and Men）擊敗。
第三紀元，索倫重返中土大陸，他失去了至尊魔戒，但他有比人類及精靈更大的力量。無疑，他在第三紀元時的力量較第二紀元最巔峰時的力量還要強大。在第三紀元末，正如《魔戒首部曲：魔戒現身》所說，甘道夫（Gandalf）向佛羅多·巴金斯（Frodo Baggins）說，索倫需要收回至尊魔戒，「讓黑暗再度降臨大地」，而第一次「黑暗降臨大地」所指的是第一紀元時的魔苟斯（Morgoth）。